# Olea (slak)
Olea is een geslacht van weekdieren uit de klasse van de Gastropoda (slakken).

## Soort
- Olea hansineensis Agersborg, 1923